# توبي فوكس
توبي فوكس (بالإنجليزية: Toby Fox)‏ هو ملحن أمريكي، ولد في 11 أكتوبر 1991 في بوسطن في الولايات المتحدة.

## وصلات خارجية
- توبي فوكس على موقع IMDb (الإنجليزية)
- توبي فوكس على موقع ميوزك برينز (الإنجليزية)
- توبي فوكس على موقع أول ميوزيك (الإنجليزية)
- توبي فوكس على موقع ديسكوغز (الإنجليزية)